# Dapanoptera latifascia
Dapanoptera latifascia is een tweevleugelige uit de familie steltmuggen (Limoniidae). De soort komt voor in het Australaziatisch gebied.